# Jelizaveta Gerdt
Jelizaveta Pavlovna Gerdt, född 29 januari 1891 i Sankt Petersburg, död 6 november 1975 i Moskva, var en rysk ballerina och balettlärare, dotter till Paul Gerdt.
Gerdt studerade för Michail Fokin vid Mariinskijbalettens skola där hennes danspartner var Wacław Niżyński.
Gerdt har satt sin prägel på rysk balett genom att undervisa en lång rad ballerinor vid Bolsjojbaletten, bland andra Alla Sjelest, Sulamith Messerer, Maja Plisetskaja, Jekaterina Maksimova och Raisa Strutjkova.